# Mannophryne lamarcai
Mannophryne lamarcai (лат.) — вид бесхвостых земноводных из семейства Aromobatidae.

## Этимология
Вид назван в честь Энрике Ла Марка — герпетолога Венесуэлы.

## Распространение
Этот вид является эндемиком для штата Фалькон в Венесуэле и живёт в горах на высоте 600–1250 м над уровнем моря.

## Экология
На местности, где обитает этот вид, раньше был лес, который был превращён в пастбище для домашних животных.